# 马山地不容
马山地不容（学名：Stephania mashanica）是防已科千金藤属的植物，是中国的特有植物。分布于中国大陆的广西等地，多生长于石灰岩山地石缝中，目前尚未由人工引种栽培。